# Ана Карич
Ана Карич (13 травня 1941 — 9 жовтня 2014) — югославська та хорватська акторка. Закінчила  Загребську академію драматичного мистецтва (1963). 

## Вибіркова фільмографія
- Дім (1975)
- Російське м'ясо (1997)